# Planche de chasse
Une planche de chasse sous-marine ou planche de pêche est un engin flottant, permettant à un pratiquant de chasse sous-marine de transporter son matériel, se déplacer plus aisément sur l'eau à la palme en reposant le haut de son corps sur la planche. Elle accroit ainsi la sécurité du chasseur (signalisation, repos, stockage) et lui permet d'accéder sans bateau à des sites plus distants.

## Description

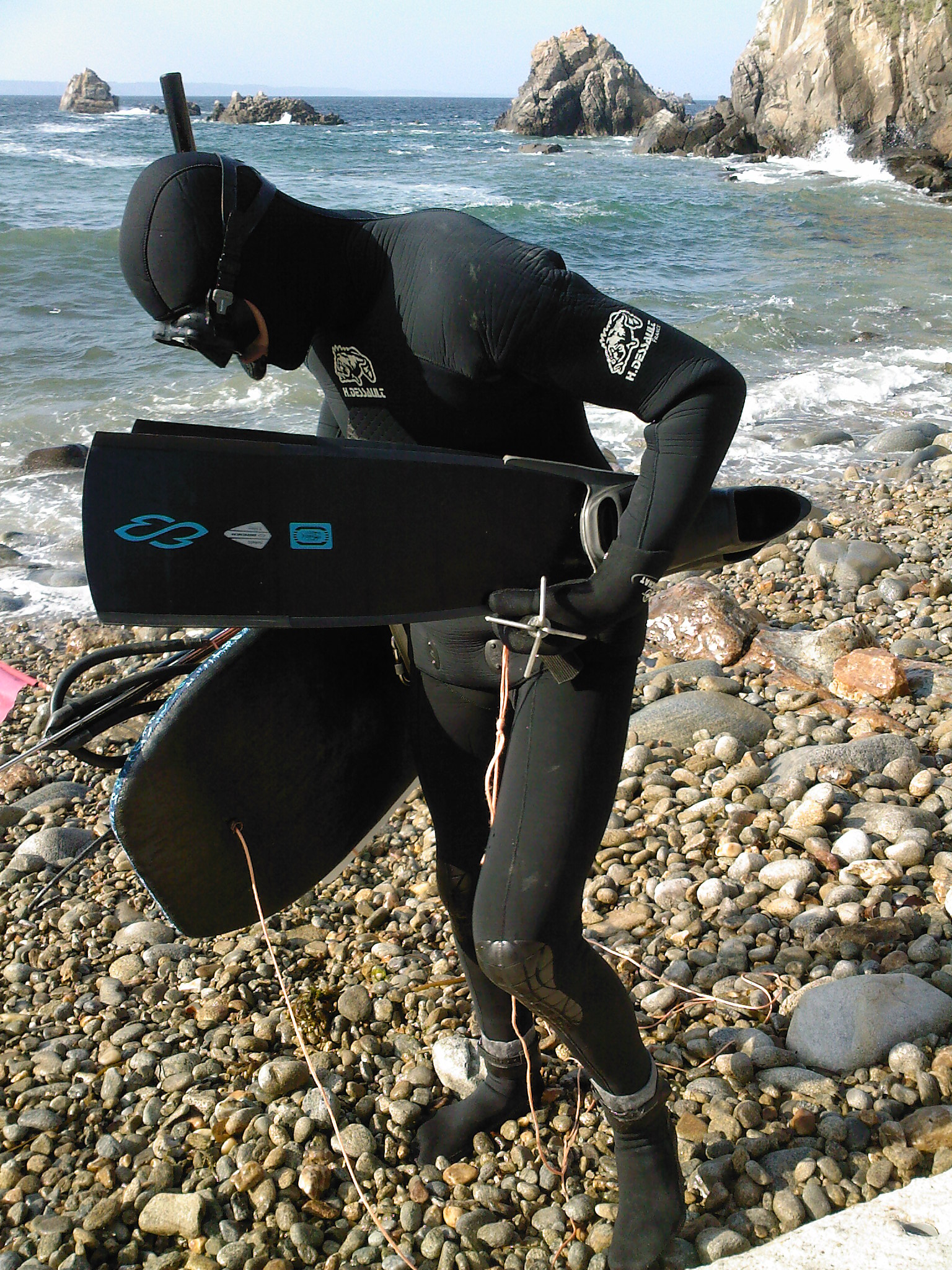
Équipement moderne : combinaison renforcée, palmes d'apnée, masque de faible volume, tuba, arbalète, planche de chasse reliée à une ancre grappin, gants...

Le principe et la propulsion de cet engin flottant peut être comparé à la planche de bodyboard ou au flotteur de nage en eau vive. Certain modèles sont motorisés.